# Stand by Your Man (álbum de Tammy Wynette)
| Críticas profissionais | Críticas profissionais |
| Avaliações da crítica  | Avaliações da crítica  |
| Fonte                  | Avaliação              |
| ---------------------- | ---------------------- |
| Allmusic               | [ 2 ]                  |

Stand by Your Man é o quarto álbum de estúdio da cantora e compositora country estadunidense Tammy Wynette. Foi lançado em 13 de janeiro de 1969 pela Epic Records. A faixa título se tornou a música de maior sucesso do álbum, bem como a música-assinatura de Tammy Wynette.

## Performance comercial
O álbum ficou em 2º lugar na parada country da Billboard. O single do álbum, "Stand by Your Man", foi lançado em 20 de setembro de 1969 e atingiu a 1ª posição na parada de singles country da Billboard, quinta música de Wynette a chegar ao primeiro lugar.
"It's My Way" já tinha sido lançada no seu álbum anterior Take Me to Your World / I Don't Wanna Play House, de 1968.

## Lista de faixas
| Lado A |                             |                               |                      |         |  |
| N.º    | Título                      | Compositor(es)                | Data de gravação     | Duração |  |
| 1.     | "Stand by Your Man"         | Billy Sherrill, Tammy Wynette | 13 de agosto de 1968 | 2:38    |  |
| 2.     | "It's My Way"               | Wayne Walker, Webb Pierce     | 21 de junho de 1967  | 2:18    |  |
| 3.     | "Forever Yours"             | Jimmy Peppers                 | 1 de agosto de 1968  | 2:21    |  |
| 4.     | "I Stayed Long Enough"      | Tammy Wynette                 | 13 de agosto de 1968 | 1:58    |  |
| 5.     | "It Keeps Slipping My Mind" |                               | 13 de agosto de 1968 | 2:39    |  |

| Lado B |                              |                         |                     |         |  |
| N.º    | Título                       | Compositor(es)          | Data de gravação    | Duração |  |
| 1.     | "My Arms Stay Open Late"     | Curly Putman, Dan Lomax | 1 de agosto de 1968 | 2:08    |  |
| 2.     | "I've Learned"               | Jot Nelson, Nat Russell | 3 de abril de 1968  | 2:46    |  |
| 3.     | "Cry, Cry Again"             | Liz Anderson, Dick Land | 25 de março de 1968 | 2:45    |  |
| 4.     | "Joey"                       | Don Chapel              | 1 de agosto de 1968 | 2:26    |  |
| 5.     | "If I Were a Little Girl"    | Harry Mills             | 25 de março de 1968 | 2:42    |  |
| 6.     | "Don't Make Me Go to School" | Gene Crysler            | 25 de março de 1968 | 3:04    |  |

| Faixas bônus de relançamento do CD de 1999 |                              |                |                     |         |  |
| N.º                                        | Título                       | Compositor(es) | Data de gravação    | Duração |  |
| 12.                                        | "I'm Only a Woman"           | Ben Peters     | 3 de abril de 1968  | 2:54    |  |
| 13.                                        | "There's Quite a Difference" |                | 31 de julho de 1968 | 2:24    |  |

## Desempenho comercial

### Album
| Ano  | Paradas                    | Posição atingida |
| ---- | -------------------------- | ---------------- |
| 1969 | Country Albums (Billboard) | 2                |

### Singles
| Ano  | Single              | Paradas                     | Posição atingida |
| ---- | ------------------- | --------------------------- | ---------------- |
| 1968 | "Stand by Your Man" | Country Singles (Billboard) | 1                |